# Kiril Metkov
Kiril Metkov (nacido el 1 de febrero de 1965) es un exfutbolista búlgaro que se desempeñaba como centrocampista.
Kiril Metkov jugó 9 veces para la selección de fútbol de Bulgaria entre 1989 y 1993.

## Trayectoria

### Clubes
| Club             | País     | Año         |
| ---------------- | -------- | ----------- |
| Lokomotiv Sofia  | Bulgaria | 1983 - 1991 |
| PFC CSKA Sofía   | Bulgaria | 1992 - 1993 |
| Gamba Osaka      | Japón    | 1993 - 1994 |
| PFC Slavia Sofia | Bulgaria | 1996        |

### Selección nacional
| Selección | País     | Año         |
| --------- | -------- | ----------- |
| Absoluta  | Bulgaria | 1989 - 1993 |

## Estadística de equipo nacional
| Selección de fútbol de Bulgaria | Selección de fútbol de Bulgaria | Selección de fútbol de Bulgaria |
| Año                             | Part.                           | Goles                           |
| ------------------------------- | ------------------------------- | ------------------------------- |
| 1989                            | 1                               | 0                               |
| 1990                            | 0                               | 0                               |
| 1991                            | 3                               | 0                               |
| 1992                            | 2                               | 0                               |
| 1993                            | 3                               | 0                               |
| Total                           | 9                               | 0                               |